# Вейверлі (Флорида)
Вейверлі (англ. Waverly) — переписна місцевість (CDP) в США, в окрузі Полк штату Флорида. Населення — 661 особа (2020).

## Географія
Вейверлі розташоване за координатами 27°59′7″ пн. ш. 81°37′31″ зх. д. / 27.98528° пн. ш. 81.62528° зх. д. (27.985282, -81.625305).  За даними Бюро перепису населення США в 2010 році переписна місцевість мала площу 4,10 км², з яких 3,87 км² — суходіл та 0,23 км² — водойми.

## Демографія
Згідно з переписом 2010 року, у переписній місцевості мешкало 767 осіб у 315 домогосподарствах у складі 206 родин. Густота населення становила 187 осіб/км².  Було 398 помешкань (97/км²).
Расовий склад населення:
| - 46,0 % — білих - 45,8 % — чорних або афроамериканців - 1,7 % — корінних американців - 6,3 % — осіб інших рас |

До двох чи більше рас належало 0,3 %. Частка іспаномовних становила 8,3 % від усіх жителів.
За віковим діапазоном населення розподілялося таким чином: 21,4 % — особи молодші 18 років, 56,6 % — особи у віці 18—64 років, 22,0 % — особи у віці 65 років та старші. Медіана віку мешканця становила 44,8 року. На 100 осіб жіночої статі у переписній місцевості припадало 97,2 чоловіків;  на 100 жінок у віці від 18 років та старших — 92,7 чоловіків також старших 18 років.
За межею бідності перебувало 8,6 % осіб, у тому числі 0,0 % дітей у віці до 18 років та 20,9 % осіб у віці 65 років та старших.
Цивільне працевлаштоване населення становило 318 осіб. Основні галузі зайнятості: освіта, охорона здоров'я та соціальна допомога — 73,6 %, роздрібна торгівля — 17,6 %, публічна адміністрація — 8,8 %.